# Самбрано, Октавио
Мануэль Октавио Самбрано Виера (исп. Manuel Octavio Zambrano Viera; род. 3 февраля 1958, Гуаякиль) — эквадорский футбольный тренер.

## Биография
Футболом начал заниматься в родном Гуаякиле. В юности выступал на позиции атакующего полузащитника за клуб эквадорской первой лиги «Унион Депортиво Вальдес». В 1980 году Самбрано переехал на учёбу в США в Чепменский университет. Некоторое время он играл за местную студенческую команды, а также пробовал свои силы в мини-футболе.
Перейдя на тренерскую работу, эквадорец постепенно добрался до главной американской футбольной лиги — MLS, где он стал одним из самых успешных наставников в конце девяностых — начале двухтысячных годов. Он неплохо руководил клубами «Лос-Анджелес Гэлакси» и «МетроСтарз». С 2003 по 2006 год Самбрано занимался административной работой, являясь вице-президентом FENODE (совместной американо-эквадорской спортивной федерации).
В августе 2006 года специалист перебрался в Европу. Там эквадорец оказался в Молдавии, где он сменил Александра Верёвкина на посту главного тренера местного клуба «Тилигул-Тирас». В конце следующего года латиноамериканец покинул команду, после чего он перебрался в Венгрию. Там наставник проработал один сезон с «Татабаньей».
Вернувшись в Америку, Самбрано входил в тренерский штаб клуба «Спортинг Канзас-Сити», а позднее — самостоятельно возглавлял коллективы из Колумбии и Эквадора. 17 марта 2017 года специалист был назначен на пост главного тренера сборной Канады вместо испанца Бенито Флоро. Параллельно эквадорец отвечал и за молодёжную национальную команду страны. На своей должности Самбрано продержался всего семь месяцев, после чего он был заменен федерацией на наставника женской сборной Канады англичанина Джона Хердмана.
Во второй половине 2018 года тренер стал вице-чемпионом Колумбии с командой «Индепендьенте Медельин». В 2019 году два месяца работал с клубом «Депортиво Пасто».

## Достижения
- Обладатель MLS Supporters' Shield (1): 1998.
- Вице-чемпион Колумбии (1): 2018-II.